# Chapelle Notre-Dame de Bréal
La chapelle Notre-Dame de Bréal, située à Bréal-sous-Vitré était une chapelle romane. 
Cette chapelle était située à peu de distance de Vitré, dans la forêt du Pertre. Elle est à l'origine de la fondation au XIe siècle de la paroisse de Bréal-sous-Vitré, après les défrichements effectués. Bréal se trouvait alors dans la forêt du Pertre qui était territoire neutre et de marche commune, possédé en indivis par les seigneurs de Laval et de Vitré. Cette simple chapelle capella de Braello (1090) ne devait faire partie d'aucune paroisse. Dès lorsqu'elle est érigée en église priorale, elle ne tarde pas à devenir paroissiale à la suite des défrichements d'une partie de la forêt du Pertre.

## Histoire
Il s'agit d'abord d'une simple chapelle construite entre 1020 à 1030 par Guy Ier de Laval, et donnée par lui à un de ses vassaux : Renaud Papillon, sans que son rattachement sur le plan religieux soit clair. Renaud Papillon rencontre un moine nommé André, sur les conseils duquel il va à Angers, où il rattache la chapelle à l'abbaye Saint-Serge d'Angers. Cette donation est confirmée par Guy Ier, et par ses deux fils Jean et Hamon. 
Peu de temps après la mort de Renaud Papillon, son fief de Bréal passa à Renier de Taillie qui continue la donation de la chapelle de Bréal. Par la suite, ses deux fils, Renaud et Méril de Taillie, confirment la donation et la font approuver par Jean et Hamon de Laval, puis par Guy II de Laval, et aussi par Robert Ier de Vitré, et son fils André. 
Les moines de l'abbaye Saint-Serge d'Angers rebâtissent la chapelle, préalablement en bois, et y élèvent un logement pour le moine chargé de la desservir. Guy II de Laval, pour concourir à l'exécution de ce projet, leur donne près de la chapelle un terrain considérable. 
La chapelle de Bréal est ensuite revendiquée par les moines de l'Abbaye Saint-Jouin de Marnes, qui possèdent le prieuré du Pertre. Ils déterminent Méril de Taillie et Juhel, fils de Godefroy, l'un de ses parents, à protester contre la donation de Bréal à Saint-Serge. Ils notifient cette protestation à l'évêque de Rennes, Sylvestre de la Guerche, et revendiquent pour eux la chapelle de Bréal. Pour appuyer cette réclamation, ils font venir Simon, abbé de Saint-Jouin. L'évêque de Rennes convoque à Achard, abbé de Saint-Serge. L'affaire semble tourner court, mais Simon retiré au Pertre, cherche le soutien d'André Ier de Vitré. L'affaire est jugée à Vitré. 
En 1108, Marbode, évêque de Rennes, confirme les droits de l'abbaye Saint-Serge d'Angers ; l'abbé doit y entretenir 2 religieux. De nombreuses donations donne à ce monastère une importance que l'on peut voir encore au XVe siècle dans les aveux rendus par les prieurs à la famille de Laval. 
Il apparait qu'à cette époque le prieuré de Bréal est uni à la cure de Bréal. Le prieur-recteur de Bréal est seigneur spirituel et temporel de la paroisse, tout en dépendant de l'abbé de Saint-Serge et de la famille de Laval.

## Description
L'édifice date du XIe siècle : nef simple et chœur en hémicycle. Trois meurtrières s'ouvrent dans le mur septentrional de la nef, demeuré intact. Un arc triomphal termine cette nef et donne entrée dans l'abside, qu'éclairent trois autres meurtrières. 